# 박지성 (1984년)
박지성(1984년 4월 24일 ~ )은 대한민국의 축구 선수였다. 선수 시절 포지션은 미드필더였다. 대한민국 축구 국가대표 출신으로 맨체스터 유나이티드 FC에서 선수로 활동했던 1981년생 박지성과 같은 이름의 축구선수라는 이유로 화제를 모았다.

## 경력
1984년 4월 24일 경기도 화성군 출생했다. 중학교 1학년 때 서울 경신중학교 축구부에 입단하며 처음 축구를 시작했다. 이후 브라질의 유소년 클럽에서 축구 유학을 하고 이탈리아의 세리에 C의 삼베네데테세 선수로 등록하려고 하였으나 2002년 FIFA 월드컵의 결과 이탈리아인 구단주의 반한감정 때문에 계약을 파기당하고 귀국했다. 이후 내셔널리그 김포 할렐루야 소속 축구선수로 활동했다. 2007년에 아르헨티나 4부리그의 데포르티보 코레아노에 임대로 이적하며 대한민국 최초로 남미 프로 축구에 진출한 선수로 기록을 세웠다. 이후 K3리그의 부천 FC 1995, 천안 FC와 서울 FC 마르티스 소속 선수로 활동했다. 축구 선수를 은퇴하고 둔촌중학교 축구부 코치로 활동하고 있다.